# Serse (nome)
Serse  è un nome proprio di persona italiano maschile.

## Varianti in altre lingue
- Ebraico: Ahashwerosh[1], Ahashresh[1]
- Greco antico: Ξέρξης (Xerxes)[1][2]
- Inglese: Xerxes[3]
- Persiano: Xšayaršan[1], Khshayarsha[2]

## Origine e diffusione
Deriva da Xerxes, forma greca del nome persiano Xšayaršan o Khshayarsha, composto da Xšaya, "governare su" (presente anche nel nome Artaserse), e aršan, "uomo", "maschio", "eroe"; il significato è dunque "uomo (o eroe) fra i re", oppure "signore degli eroi". Altre fonti limitano l'etimologia al primo termine soltanto, dando così il significato di "re".

## Onomastico
Il nome è adespota, non essendo portato da alcun santo, quindi l'onomastico ricade il 1º novembre, giorno di Ognissanti.

## Persone
- Serse I di Persia, re di Persia e d'Egitto
- Serse II di Persia, re di Persia
- Serse Coppi, ciclista su strada italiano
- Serse Cosmi, allenatore di calcio e calciatore italiano